# Molly Nutley
Molly Rebecca Nutley, född 16 mars 1995 i Stockholm, är en svensk skådespelerska och regissör.

## Biografi
Nutley har studerat vid Kristofferskolan och Engelbrektsskolan i Stockholm. Vid sidan om intressen som ridning och musik hade hon under första högstadieåret tankar på att bli veterinär. Skådespelarintresset väcktes på allvar när hon 2009, vid 14 års ålder, fick en liten roll i Så olika, regisserad av Helena Bergström. Hon blev 2010 känd för sin roll i Änglagård – tredje gången gillt, där hon spelade Fannys dotter Alice, där Fanny spelades av Molly Nutleys mor Helena Bergström. 2014 medverkade hon i SVT:s dramaserie Tjockare än vatten.
Nutley var en av deltagarna i TV4:s underhållningsprogram Let's Dance 2012 och slutade där på en andraplats.
Efter att ha regisserat några kortare reklamfilmer debuterade hon 2021 som spelfilmsregissör med tv-serien Håll andan! för Cmore/TV4, om en grupp ungdomar på sommarläger. Den följdes 2022 av serien Korridoren för Cmore/TV4, om unga studenters liv vid Uppsala universitet.

### Familj
Molly Nutley är dotter till Colin Nutley och Helena Bergström.

## Filmografi
- 2009 – Så olika
- 2010 – Änglagård – tredje gången gillt
- 2013 – Julie
- 2014 – Tjockare än vatten (TV-serie)
- 2015 – Beck – Rum 302
- 2015 – Alena
- 2016 – Tjockare än vatten (TV-serie)
- 2017 – Saknad (TV-serie)
- 2017 – Vilken jävla cirkus
- 2019–2020 – Bröllop, begravning och dop (TV-serie)
- 2021 – Dancing Queens
- 2022 – Feed

## Teater

### Roller (ej komplett)
| År   | Roll         | Produktion                                                 | Regi           | Teater                                |
| ---- | ------------ | ---------------------------------------------------------- | -------------- | ------------------------------------- |
| 2015 | Letta Jenny  | En handelsresandes död (Death of a Salesman) Arthur Miller | Björn Runge    | Kulturhuset Stadsteatern              |
| 2017 |              | Det syns inte Ulrika Larsson                               | Ulrika Larsson | Playhouse Teater / Arts & Hearts      |
| 2019 | Emmy         | Ett dockhem 2 (A Doll's House, Part 2) Lucas Hnath         | Philip Zandén  | Kulturhuset Stadsteatern/ Riksteatern |
| 2021 | Josephine/Jo | En droppe honung (A Taste of Honey) Shelagh Delaney        | Philip Zandén  | Kulturhuset Stadsteatern              |